# Ботман, Свен
Свен Адриан Бо́тман (нидерл. Sven Adriaan Botman; род. 12 января 2000, Бадхуведорп, Северная Голландия) — нидерландский футболист, защитник английского клуба «Ньюкасл Юнайтед».

## Клубная карьера
Ботман — воспитанник столичного клуба «Аякс». 17 августа 2018 года в матче против «Роды» он дебютировал за команду дублёров в Эрстедивизи. Летом 2019 года для получения игровой практики Ботман на правах аренды перешёл в «Херенвен». 4 августа в матче против «Хераклеса» он дебютировал в Эредивизи. 19 октября в поединке против АЗ Свен забил свой первый гол за «Херенвен».
Летом 2020 года перешёл во французский «Лилль», подписав с клубом пятилетний контракт. Сумма трансфера составила 8 млн. евро. 20 августа «Аякс» сообщил, что условия сделки между клубами изменились и первый сезон Свен проведёт на правах аренды, но 24 сентября было объявлено о его окончательном переходе в «Лилль».
28 июня 2022 года стал игроком «Ньюкасл Юнайтед», с которым подписал контракт на 5 лет.

## Достижения
«Лилль»
- Чемпион Франции: 2020/21
- Обладатель Суперкубка Франции:  2021

## Статистика выступлений
| Клуб             | Сезон            | Лига | Лига | Кубок | Кубок | Европейские кубки | Европейские кубки | Прочие | Прочие | Итого | Итого |
| Клуб             | Сезон            | Игры | Голы | Игры  | Голы  | Игры              | Голы              | Игры   | Голы   | Игры  | Голы  |
| ---------------- | ---------------- | ---- | ---- | ----- | ----- | ----------------- | ----------------- | ------ | ------ | ----- | ----- |
| → Йонг Аякс      | 2018/19          | 28   | 2    | —     | —     | —                 | —                 | —      | —      | 28    | 2     |
| → Йонг Аякс      | Итого            | 28   | 2    | —     | —     | —                 | —                 | —      | —      | 28    | 2     |
| → Херенвен       | 2019/20          | 26   | 2    | 4     | 0     | —                 | —                 | —      | —      | 30    | 2     |
| → Херенвен       | Итого            | 26   | 2    | 4     | 0     | —                 | —                 | —      | —      | 30    | 2     |
| Лилль            | 2020/21          | 37   | 0    | 2     | 0     | 8                 | 0                 | —      | —      | 47    | 0     |
| Лилль            | 2021/22          | 25   | 3    | 1     | 0     | 5                 | 0                 | 1      | 0      | 32    | 3     |
| Лилль            | Итого            | 62   | 3    | 3     | 0     | 13                | 0                 | 1      | 0      | 79    | 3     |
| Ньюкасл Юнайтед  | 2022/23          | 36   | 0    | 8     | 0     | —                 | —                 | —      | —      | 44    | 0     |
| Ньюкасл Юнайтед  | 2023/24          | 17   | 2    | 4     | 0     | 1                 | 0                 | —      | —      | 22    | 2     |
| Ньюкасл Юнайтед  | Итого            | 53   | 2    | 12    | 0     | 1                 | 0                 | —      | —      | 66    | 2     |
| Всего за карьеру | Всего за карьеру | 169  | 9    | 19    | 0     | 14                | 0                 | 1      | 0      | 203   | 9     |